# Liste des sénateurs de la Sarthe
Liste des représentants au Sénat pour le département de la Sarthe de la Troisième République à nos jours.
| Sénateur                      |  | Parti | Première élection | Groupe |
| ----------------------------- |  | ----- | ----------------- | ------ |
| Thierry Cozic                 |  | PS    | 2020              | SER    |
| Louis-Jean de Nicolaÿ         |  | LR    | 2014              | REP    |
| Jean Pierre Vogel             |  | LR    | 2014              | REP    |
| mandats renouvelables en 2026 |  |       |                   |        |

## Troisième République
- Eugène Caillaux (de 1876 à 1882)
- Auguste de Talhouët-Roy (de 1876 à 1882)
- Michel Vétillart (de 1876 à 1882)
- Louis Cordelet (de 1882 à 1923)
- Pierre Le Monnier (de 1882 à 1895)
- Anselme Rubillard (de 1882 à 1891)
- Alphonse Le Porché (de 1891 à 1902)
- Prosper Legludic (de 1895 à 1904)
- Georges Le Chevalier (de 1903 à 1909)
- Paul Henri Balluet d'Estournelles de Constant  (de 1904 à 1924)
- André Lebert (de 1909 à 1942)
- Pierre Ajam (de 1924 à 1927)
- Édouard Gigon (de 1924 à 1925)
- Joseph Caillaux (de 1925 à 1944)
- Almire Breteau (de 1927 à 1930)
- René Buquin (de 1930 à 1936)
- Albert Thibault de 1936 à 1940

## Quatrième République
- Max Boyer (de 1946 à 1948)
- Jean de Montgascon (de 1946 à 1948)
- Jean-Yves Chapalain (de 1948 à 1958)
- Raymond Dronne (de 1948 à 1951)
- Philippe d'Argenlieu (de 1951 à 1959) RPF

## Cinquième République
- Philippe d'Argenlieu (de 1959 à 1968) RPF
- Robert Chevalier (de 1959 à 1968) UNR
- François de Nicolay (de 1959 à 1963) RI puis André Bruneau (de 1963 à 1968) RI
- Ladislas du Luart (de 1968 à 1977) (RIAS)
- Jacques Maury (de 1968 à 1977) UCDP
- Fernand Poignant (de 1968 à 1977) PS
- Michel d'Aillières (de 1977 à 1995) RI

### Liste des sénateurs de la Sarthe avant le26 septembre 2004
- Jacques Chaumont (UMP) Sénateur depuis 1977
- Marcel-Pierre Cléach (UMP)
- Roland du Luart (UMP)

### Liste des sénateurs de la Sarthe depuis le26 septembre 2004
- François Fillon (UMP)[1], puis Jean-Pierre Chauveau (UMP) depuis le 18 juin 2007 [2]
- Marcel-Pierre Cléach (UMP)
- Roland du Luart (UMP)

Liste des sénateurs de la Sarthe depuis le 28 septembre 2014 :
- Jean-Claude Boulard (PS), démissionnaire, remplacé par Nadine Grelet-Certenais en octobre 2017. Elle-même démissionnaire en juin 2020, elle est remplacée par Christophe Chaudun - qui renonce immédiatement à siéger - puis Muriel Cabaret
- Louis-Jean de Nicolaÿ (UMP)
- Jean Pierre Vogel (UMP)

### Liste des sénateurs de la Sarthe depuis le1eroctobre 2020
- Louis-Jean de Nicolaÿ (LR)
- Jean Pierre Vogel (LR)
- Thierry Cozic (PS)